# 足立淳
足立 淳（あだち じゅん）は、日本の漫画家、元漫画原作者、同人作家。香川県丸亀市出身。同人サークル「世田谷ボロ市」のちに「足立淳画廊」主宰。
漫画原作者として上野毛あさみの名義を使用していた。

## 経歴
2007年、『人間噂八百』（足立淳名義）、『ステージガールズ』（上野毛あさみ名義）でそれぞれデビュー。

## 作品
- 人間噂八百（コミック・ガンボ、全1巻）

### 漫画原作
- ステージガールズ（上野毛あさみ名義、漫画：黒岩よしひろ）